# ألبرتو مورين
ألبرتو مورين (بالفرنسية: Alberto Morin) (و. 1902 – 1989 م) هو ممثل، من الولايات المتحدة الأمريكية، ولد في سان خوان، بورتوريكو، توفي عن عمر يناهز 87 عاماً.

## وصلات خارجية
- ألبرتو مورين على موقع IMDb (الإنجليزية)
- ألبرتو مورين على موقع ألو سيني (الفرنسية)
- ألبرتو مورين على موقع ميوزك برينز (الإنجليزية)
- ألبرتو مورين على موقع أول موفي (الإنجليزية)
- ألبرتو مورين على موقع قاعدة بيانات الأفلام السويدية (السويدية)
- ألبرتو مورين على موقع قاعدة بيانات الفيلم (الإنجليزية)
- ألبرتو مورين على موقع كينوبويسك (الروسية)